# Bar (legge)

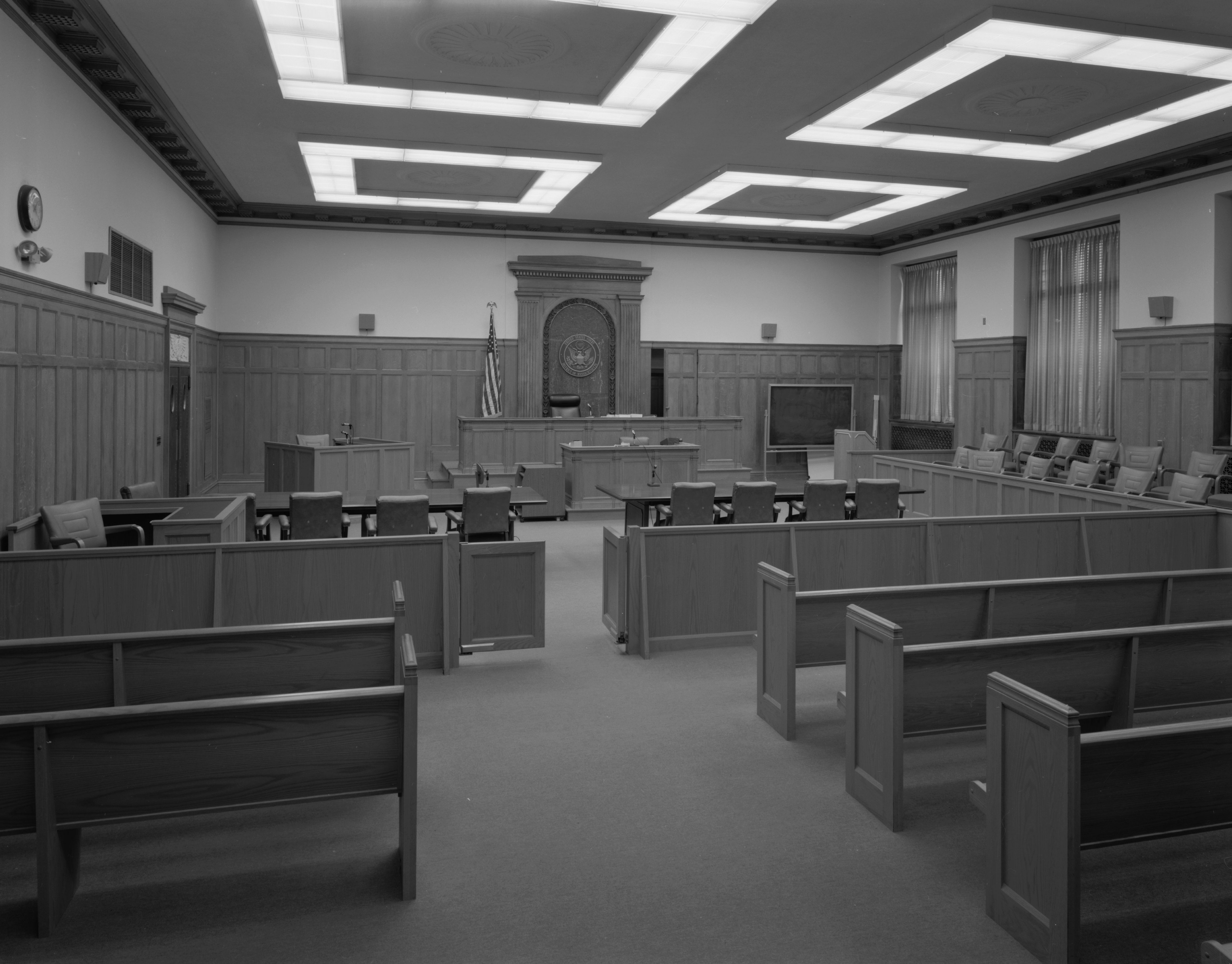
In quest'aula di tribunale di Worcester (Stati Uniti), il bar è rappresentato da una barriera fisica (con porte oscillanti), che separa i benche riservati al pubblico dallo scranno del giudice e dai tavoli degli avvocati.

In inglese, nell'ambito del diritto, il termine bar (letteralmente in italiano: barra o in ambito giudiziario sbarra) ha due significati principali. Può essere un metonimo che si riferisce alla professione legale come istituzione oltre che alla linea immaginaria che separa le zone dell'aula di giustizia riservate al pubblico da quelle dei partecipanti al processo come gli avvocati.

## Divisione dell'aula di giustizia

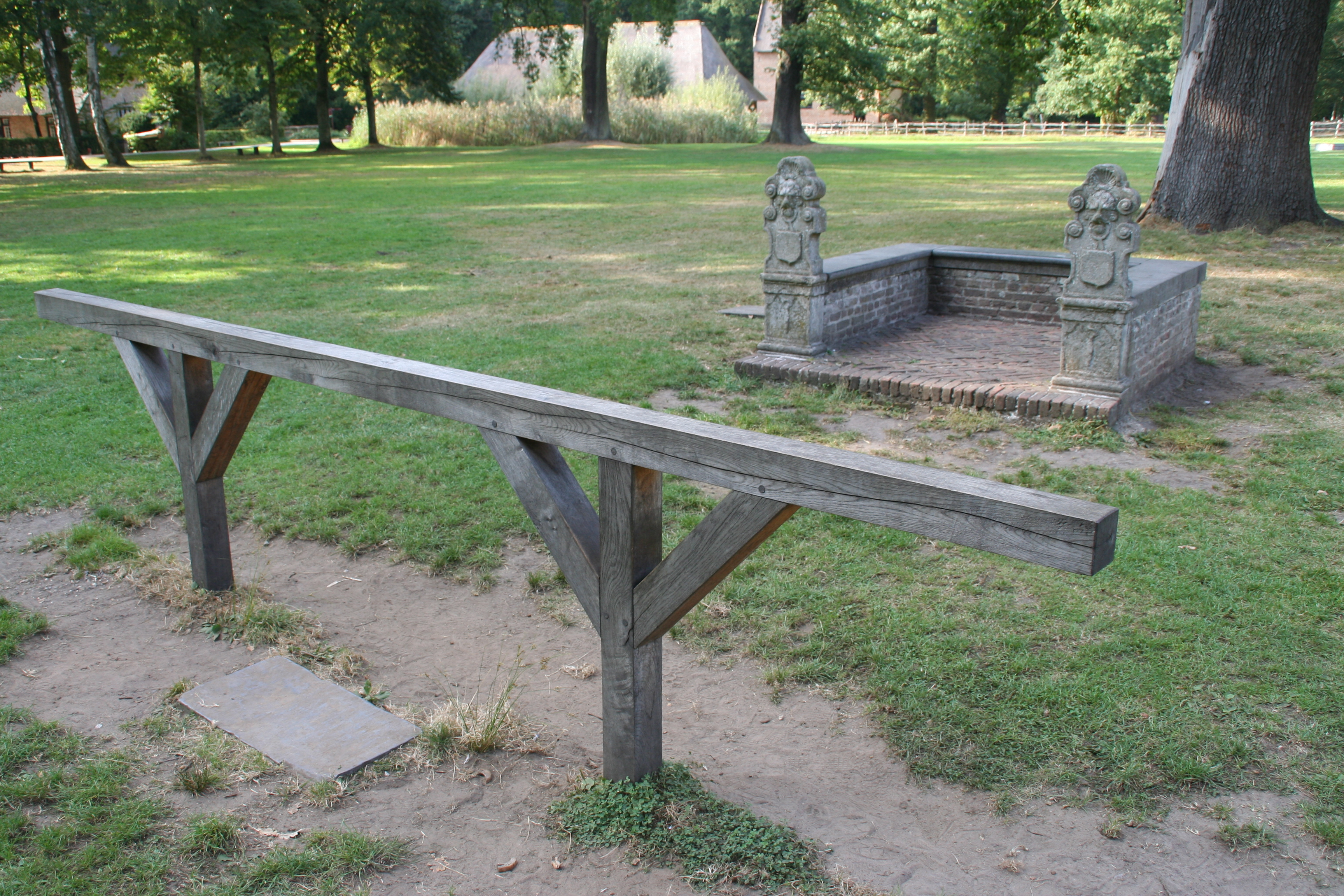
La sbarra di legno di fronte allo scranno dei magistrati in un'aula di tribunale all'aperto del XVIII secolo in Belgio

L'origine del termine bar nasce dalle strutture in legno che dividevano in due zone distinte un tribunale medievale europeo, simile al termine banca derivante da banco come mobile per le transazioni finanziarie nell'Europa medievale. Negli Stati Uniti d'America, Europa e molti altri paesi assimilati alle tradizioni del diritto europeo, è l'area di fronte alla sbarra dove si trovano i partecipanti al processo: il giudice o i giudici, gli altri componenti della corte, la giuria (se presente), gli avvocati delle parti, le parti in causa e i testimoni. L'area al di la del bar (sbarra) è aperta al pubblico. Questa restrizione viene applicata in quasi tutte le corti. Nella maggior parte dei tribunali, la sbarra è rappresentata da una partizione fisica: una ringhiera o barriera che funge da bar.

## Licenze e certificazioni
The bar si riferisce anche alla procedura di qualificazione con cui un avvocato (barrister) è autorizzato a praticare la professione forense in una determinata giurisdizione.

### Procedura negli Stati Uniti d'America
Negli Stati Uniti, questa procedura è amministrata dai singoli Stati. In generale, un candidato deve laurearsi in una qualificata scuola di diritto e superare una prova scritta. Quasi tutti gli Stati membri utilizzano il Multistate Bar Examination, di solito con complementi per le leggi di tale Stato. Il candidato è poi ammesso alla barra. Un avvocato la cui licenza all'esercizio della professione forense viene revocata è detto radiato.

### Procedura nel Regno Unito
Nel Regno Unito la professione forense è suddivisa tra barrister e solicitor. Di solito è il primo che opera nel ruolo di difensore dinanzi al giudice. Quando un giurista diventa avvocato o procuratore legale, si dice che è chiamato al bar.

## Professione legale
The Bar si riferisce generalmente alla professione legale. Per assimilazione si può riferire ad un ramo o divisione della professione: come, per esempio gli avvocati specializzati nel deposito di una querela per danni in una causa civile.
Assieme a bench, bar può differenziare gli avvocati che rappresentano i clienti (the bar), dai giudici o membri della magistratura (the bench). In questo senso, il bar difende e il bench giudica. Tuttavia, i giudici comunemente rimangono membri del bar e gli avvocati sono comunemente detti ufficiali della corte. 
La frase bench and bar indica giudici ed avvocati collettivamente.

## Nell'aula parlamentare
In alcuni Parlamenti la postazione dell'oratore all'interno dell'aula parlamentare è differenziata da quella degli altri parlamentari e chi arringa l'assemblea deve salirvi, autorizzato dalla Presidenza, per prendere la parola: era il caso della Convenzione nazionale, presso la quale era invalso l'uso anglosassone di indicare come sbarra questa postazione, proprio attingendo dalla terminologia forense.